# 瓦诺莱达姆
瓦诺莱达姆（法語：Vanault-les-Dames，法語發音：[vano le dam]）是法国马恩省的一个市镇，属于维特里勒弗朗索瓦区。

## 地理
瓦诺莱达姆（48°50'33"N, 4°46'11"E）面积19.97 平方千米，位于法国大東部大區马恩省，该省份为法国东北部内陆省份，北起阿登省，西北接埃纳省，西南接塞纳-马恩省，南至奥布省，东南接上马恩省，东临默兹省。
与瓦诺莱达姆接壤的市镇（或旧市镇、城区）包括：瓦勒德维耶尔、埃尔斯勒莫吕、圣让德旺波塞斯、索尼昂朗格勒、瓦诺勒沙泰勒、韦尔南库尔。

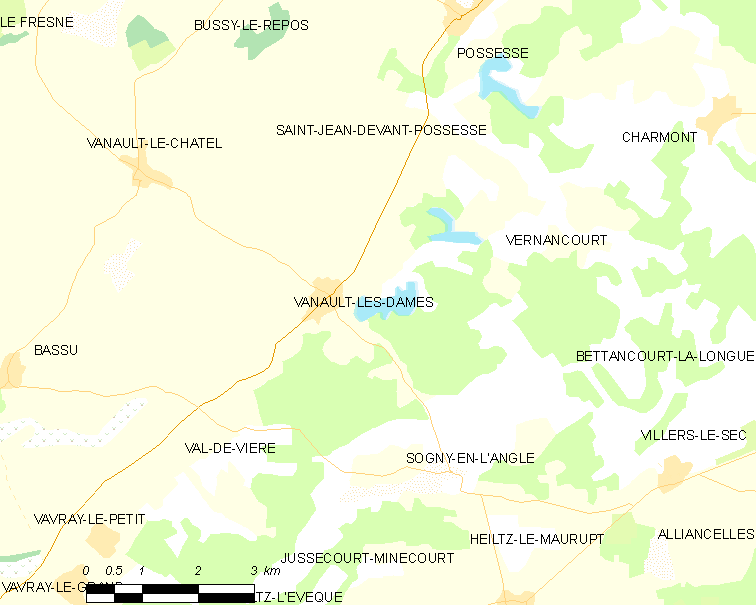
瓦诺莱达姆的OSM定位图

瓦诺莱达姆的时区为UTC+01:00、UTC+02:00（夏令时）。

## 行政
瓦诺莱达姆的邮政编码为51340，INSEE市镇编码为51590。

## 政治
瓦诺莱达姆所属的省级选区为塞迈兹莱班县。

## 人口

1962-2008年间瓦诺莱达姆人口变化图示

瓦诺莱达姆于2022年1月1日时的人口数量为369人。